# Spathiopteryx
Spathiopteryx – wymarły rodzaj błonkówek z rodziny Spathiopterygidae. Obejmuje tylko jeden opisany gatunek, S. alavarommopsis.

## Taksonomia
Rodzaj i gatunek typowy opisane zostały po raz pierwszy w 2013 roku przez Michaela S. Engela i Jaimego Ortegę-Blanco na łamach „American Museum Novitates” w publikacji współautorstwa Carmen Soriano, Davida A. Grimaldiego i Xaviera Delclòsa. Opisu dokonano na podstawie pojedynczej inkluzji samca w datowanym na alb bursztynie, znalezionym na stanowisku Peñacerrada I w hiszpańskiej prowincji Álava.
Nazwa rodzajowa to połączenie greckich słów σπάθη (spáthē) i πτέρῠξ (ptéryx), oznaczających odpowiednio „wiosło” i „skrzydło”. Z kolei epitet gatunkowy łączy nazwę rodzaju Alavaromma z greckim sufiksem  -ὄψις (-opsis) oznaczającym „wyglądający jak”.

## Morfologia
Błonkówka o ciele długości 0,85 mm i przednim skrzydle długości około 1,1 mm. Ubarwienie miała ciemnobrązowe do czarnego. Głowa miała gęste i niezbyt grube punktowanie, wyraźną aristę w miejscu styku powierzchni grzbietowej i potylicznej, małe przyoczka, zbudowane z około 40 dużych fasetek oczy złożone, pozbawiona zaś była żeberka potylicznego. Wyrastające z wyraźnego, acz niezbyt wydatnego występu czoła czułki cechowały się lekko zakrzywionym trzonkiem, o połowę od niego krótszą nóżką, a członami biczyka od pierwszego do czwartego nieco smuklejszymi niż człony od piątego do dwunastego. Mezosoma miała wyraźnie, silnie, poprzecznie rowkowane przedplecze, wyraźnie wgłębione, wyraźne ku tyłowi zbieżne i pod bardzo ostrym kątem zetknięte notaulusy. Skrzydło przednie miało gładką błonę z rozproszonymi, grubymi i krótkimi szczecinkami oraz wyraźny szereg krótkich szczecinek na krawędzi. Okolica żyłek nasadowych jest słabo zesklerotyzowana, a parastigma cienka. W jego użyłkowaniu widoczne były żyłka radialna, sektor radialny, żyłka medialna, część żyłki Rs+M, żyłka kubitalna oraz żyłka analna. Skrzydło tylne uwstecznione było do postaci szypułki całkowicie pozbawionej błony. Tak długa jak głowa i mezosoma razem wzięte metasoma miała silnie rozrośnięte tergity zakrzywiające się na spód i zasłaniające większą część sternitów.